# Hora, Borîspil
Hora (în ucraineană Гора) este o comună în raionul Borîspil, regiunea Kiev, Ucraina, formată numai din satul de reședință.

## Demografie
Componența lingvistică a comunei Hora
     Ucraineană (92,66%)
     Rusă (4,22%)
     Romani (2,02%)
     Alte limbi (0,91%)
Conform recensământului din 2001, majoritatea populației comunei Hora era vorbitoare de ucraineană (92,66%), existând în minoritate și vorbitori de rusă (4,22%) și romani (2,02%).